# Eduardo Ferrer
Eduardo Ferrer Mac-Gregor Poisot (Tijuana, Baja California, 18 de junio de 1968) es un jurista, académico y profesor mexicano, miembro del Instituto de Investigaciones Jurídicas de la Universidad Nacional Autónoma de México (UNAM) y juez de la Corte Interamericana de Derechos Humanos con sede en San José (Costa Rica), y anterior presidente de dicho tribunal internacional.  Es el tercer juez de nacionalidad mexicana en ocupar dicho cargo, después de los juristas Héctor Fix-Zamudio y Sergio García Ramírez.

## Semblanza
Abogado por la Universidad Autónoma de Baja California (1987-91) obteniendo el premio al “Mérito Escolar” (excelencia académica) y la medalla “Diario de México” como el mejor promedio de su generación (9.9). Doctor en Derecho por la Universidad de Navarra, España (1994-97) con la tesis “La acción constitucional de amparo en México y España” (cum laude por unanimidad); con estudios de derechos humanos en el Institut International des Droits de l’Homme (IIDH), Estrasburgo, Francia (1997). Doctor honoris causa por la Universidad Autónoma de Baja California (2015).
Investigador titular por oposición en el Instituto de Investigaciones Jurídicas de la Universidad Nacional Autónoma de México (UNAM) e investigador nivel III del Sistema Nacional de Investigadores del Consejo Nacional de Ciencia y Tecnología. Ha realizado estancias de investigación y docencia en el Instituto Max Planck de Derecho Público Comparado y Derecho Internacional (Heidelberg, Alemania); en el Centro de Derechos Humanos de la Escuela de Derecho de la Universidad de Stanford (EUA); y en las Escuelas de Derecho de la Universidad de Puerto Rico (EUA) y de la Universidad de Notre Dame (EUA).
Profesor titular por oposición de la asignatura Derecho Procesal Constitucional en la Facultad de Derecho de la Universidad Nacional Autónoma de México (UNAM) y en la Universidad Panamericana, donde imparte las materias Derechos Humanos, Derecho Constitucional y Juicio de Amparo. Profesor del Instituto Interamericano de Derechos Humanos (San José (Costa Rica), Costa Rica) y de la Academia de Derechos Humanos y Derecho Humanitario, de la American University College of Law (Washington D. C.).
Ocupó diversos cargos en el Poder Judicial de la Federación  especialmente en la Suprema Corte de Justicia de la Nación. Miembro de la Junta Directiva del Instituto Federal de Defensoría Pública, designado por el Pleno del Consejo de la Judicatura Federal para dos periodos consecutivos (2011-17). Fue juez ad hoc de la Corte Interamericana de Derechos Humanos en el Caso Cabrera García y Montiel Flores Vs. México (2009-10),  Electo juez titular de la Corte Interamericana de Derechos Humanos en 2012 durante el 42.ª periodo ordinario de sesiones de la Asamblea General de la Organización de los Estados Americanos celebrada en Cochabamba, Bolivia. Actualmente es Presidente de la Corte Interamericana de Derechos Humanos (2018-19), habiendo sido Vicepresidente (2016-17).
Autor de libros, monografías y artículos en temas relacionados con derecho constitucional, procesal, internacional, amparo y derechos humanos.